# Jérémy Chardy

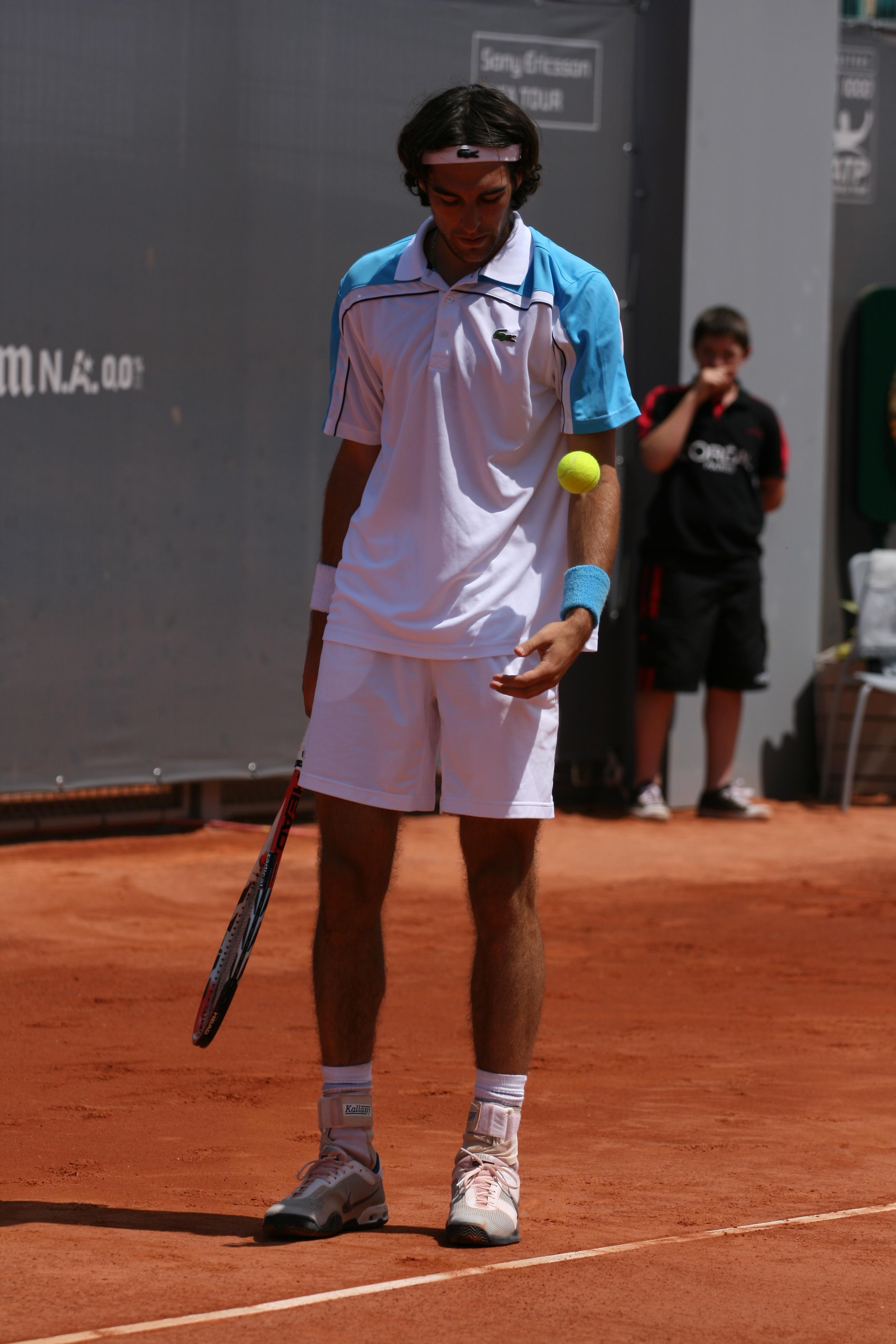
Jérémy Chardy.

Jérémy Chardy (Pau, França, 12 de febrer de 1987) és un jugador de tennis francès.
En el seu palmarès hi ha un títol individual i set més en dobles masculins, arribant a ocupar els llocs 25 i 24 en els respectius rànquings mundials. Destaca que fou finalista de Grand Slam en dobles masculins a Roland Garros l'any 2019. Va formar part de l'equip francès de Copa Davis que va guanyar l'edició de 2017.

## Torneigs de Grand Slam

### Dobles masculins: 1 (0−1)
| Resultat  | Núm. | Any  | Torneig       | Parella        | Oponents                    | Marcador    |
| --------- | ---- | ---- | ------------- | -------------- | --------------------------- | ----------- |
| Finalista | 1.   | 2019 | Roland Garros | Fabrice Martin | Kevin Krawietz Andreas Mies | 2−6, 6−7(3) |

## Palmarès

### Individual: 3 (1−2)
| Llegenda                          |
| --------------------------------- |
| Grand Slams (0−0)                 |
| ATP Finals (0−0)                  |
| ATP World Tour Masters 1000 (0−0) |
| ATP World Tour 500 (0−0)          |
| ATP World Tour 250 (1−2)          |

| Títols per superfície |
| --------------------- |
| Dura (0−1)            |
| Gespa (0−1)           |
| Terra batuda (1−0)    |

| Resultat  | Núm. | Data                 | Torneig                         | Superfície   | Oponent            | Marcador      |
| --------- | ---- | -------------------- | ------------------------------- | ------------ | ------------------ | ------------- |
| Finalista | 1.   | 8 de febrer de 2009  | Johannesburg, Sud-àfrica        | Dura         | Jo-Wilfried Tsonga | 4−6, 6−7(5)   |
| Guanyador | 1.   | 19 de juliol de 2009 | Stuttgart, Alemanya             | Terra batuda | Victor Hănescu     | 1−6, 6−3, 6−4 |
| Finalista | 2.   | 17 de juny de 2018   | 's-Hertogenbosch, Països Baixos | Gespa        | Richard Gasquet    | 3−6, 6−7(5)   |

### Dobles masculins: 17 (7−10)
| Llegenda                          |
| --------------------------------- |
| Grand Slams (0−1)                 |
| ATP Finals (0−0)                  |
| ATP World Tour Masters 1000 (0−1) |
| ATP World Tour 500 (1−3)          |
| ATP World Tour 250 (6−5)          |

| Títols per superfície |
| --------------------- |
| Dura (4−4)            |
| Gespa (0−0)           |
| Terra batuda (3−6)    |

| Resultat  | Núm. | Data                   | Torneig                    | Superfície   | Parella            | Oponents                           | Marcador            |
| --------- | ---- | ---------------------- | -------------------------- | ------------ | ------------------ | ---------------------------------- | ------------------- |
| Finalista | 1.   | 1 de novembre de 2009  | Sant Petersburg, Rússia    | Dura (i)     | Richard Gasquet    | Colin Fleming Ken Skupski          | 6−2, 5−7, [4−10]    |
| Guanyador | 1.   | 10 de gener de 2010    | Brisbane, Austràlia        | Dura         | Marc Gicquel       | Lukáš Dlouhý Leander Paes          | 6−3, 7−6(5)         |
| Finalista | 2.   | 25 de juliol de 2010   | Hamburg, Alemanya          | Terra batuda | Paul-Henri Mathieu | Marc López David Marrero           | 3−6, 6−2, [8−10]    |
| Finalista | 3.   | 27 de febrer de 2011   | Dubai, Emirats Àrabs Units | Dura         | Feliciano López    | Serhí Stakhovski Mikhaïl Iujni     | 6−4, 3−6, [3−10]    |
| Finalista | 4.   | 29 d'abril de 2012     | Bucarest, Romania          | Terra batuda | Łukasz Kubot       | Robert Lindstedt Horia Tecău       | 6−7(2), 3−6         |
| Guanyador | 2.   | 15 de juliol de 2012   | Stuttgart, Alemanya        | Terra batuda | Łukasz Kubot       | Michal Mertiňák André Sá           | 6−1, 6−3            |
| Finalista | 5.   | 13 de juliol de 2014   | Båstad, Suècia             | Terra batuda | Oliver Marach      | Johan Brunström Nicholas Monroe    | 6−4, 6−7(5), [7−10] |
| Finalista | 6.   | 26 d'octubre de 2014   | València, Espanya          | Dura (i)     | Kevin Anderson     | Jean-Julien Rojer Horia Tecău      | 4−6, 2−6            |
| Guanyador | 3.   | 26 de juliol de 2015   | Båstad                     | Terra batuda | Łukasz Kubot       | J.S. Cabal Robert Farah            | 6−7(6), 6−3, [10−8] |
| Guanyador | 4.   | 7 de gener de 2017     | Doha, Qatar                | Dura         | Fabrice Martin     | Vasek Pospisil Radek Štěpánek      | 6−4, 7−6(3)         |
| Finalista | 7.   | 7 de maig de 2017      | Múnic, Alemanya            | Terra batuda | Fabrice Martin     | J.S. Cabal Robert Farah            | 3−6, 3−6            |
| Guanyador | 5.   | 17 de febrer de 2019   | Rotterdam, Països Baixos   | Dura (i)     | Henri Kontinen     | Jean-Julien Rojer Horia Tecău      | 7−6(5), 7−6(4)      |
| Guanyador | 6.   | 24 de febrer de 2019   | Marsella, França           | Dura (i)     | Fabrice Martin     | Ben McLachlan Matwé Middelkoop     | 6−3, 6−7(4), [10−3] |
| Guanyador | 7.   | 5 de maig de 2019      | Estoril, Portugal          | Terra batuda | Fabrice Martin     | Luke Bambridge Jonny O'Mara        | 7−5, 7−6(3)         |
| Finalista | 8.   | 9 de juny de 2019      | Roland Garros, França      | Terra batuda | Fabrice Martin     | Kevin Krawietz Andreas Mies        | 2−6, 6−7(3)         |
| Finalista | 9.   | 21 de setembre de 2020 | Roma, Itàlia               | Terra batuda | Fabrice Martin     | Marcel Granollers Horacio Zeballos | 4−6, 7−5, [8−10]    |
| Finalista | 10.  | 7 de febrer de 2021    | Melbourne, Austràlia       | Dura         | Fabrice Martin     | Nikola Mektić Mate Pavić           | 6−7(2), 3−6         |

### Equips: 1 (0−1)
| Resultat  | Núm. | Data                      | Torneig                   | Superfície       | Equip                                                       | Oponents                                                    | Marcador |
| --------- | ---- | ------------------------- | ------------------------- | ---------------- | ----------------------------------------------------------- | ----------------------------------------------------------- | -------- |
| Finalista | 1.   | 23 − 25 d'octubre de 2018 | Copa Davis, Lilla, França | Terra batuda (i) | P-H. Herbert Nicolas Mahut Lucas Pouille Jo-Wilfried Tsonga | Marin Čilić Borna Ćorić Ivan Dodig Mate Pavić Franko Škugor | 1−3      |

## Trajectòria

### Individual
| Open d'Austràlia | A   | A   | Q1  | Q1   | 2R    | 1R    | 1R    | 1R    | QF    | 3R    | 2R    | 2R    | 2R    | 1R    | 2R    | 1R  | 1R    | A | 2R | 0 / 14    | 12 – 14   |
| Roland Garros | Q1  | 2R  | Q1  | 4R   | 3R    | 1R    | 2R    | 2R    | 3R    | 2R    | 4R    | 3R    | 2R    | 2R    | 1R    | 1R  | 1R    | A |    | 0 / 16    | 18 – 16   |
| Wimbledon | A   | A   | A   | 2R   | 1R    | 3R    | 1R    | 2R    | 3R    | 4R    | 1R    | 2R    | 1R    | 1R    | 2R    | NC  | 2R    | A | 1R | 0 / 14    | 12 – 14   |
| US Open | A   | A   | A   | 2R   | 1R    | 2R    | A     | 3R    | 2R    | 2R    | 4R    | 2R    | 1R    | 2R    | 2R    | 1R  | 1R    | A |    | 0 / 13    | 12 – 13   |
| Total Victòries−Derrotes | 0−0 | 2−2 | 0−3 | 10−9 | 35−28 | 26−29 | 10−18 | 24−20 | 22−25 | 33−27 | 27−27 | 17−21 | 18−21 | 24−23 | 28−27 | 2−5 | 19−18 |   |    | 297 – 303 | 297 – 303 |
| Rànquing a final d'any | 564 | 262 | 188 | 73   | 32    | 45    | 103   | 32    | 34    | 29    | 31    | 69    | 78    | 40    | 51    | 75  | 107   |   |    |           |           |
| Llegenda: G: Guanyador; F: Finalista; SF: Semifinalista; QF: Quarts de final; Q: Qualificació; A: Absent; RR: Round Robin; NC: No celebrat |     |     |     |      |       |       |       |       |       |       |       |       |       |       |       |     |       |   |    |           |           |

### Dobles masculins
| Open d'Austràlia | A   | A   | A   | A   | 1R   | 1R    | 2R  | A     | 3R   | A     | 2R    | 1R    | 2R   | 3R  | 2R    | 1R  | 1R    | A   | SF | 0 / 12    | 11 – 12   |
| Roland Garros | 1R  | 1R  | 1R  | 1R  | 1R   | A     | 1R  | 1R    | 1R   | 2R    | 3R    | 1R    | 1R   | 1R  | F     | 3R  | 2R    | A   | 1R | 0 / 17    | 11 – 17   |
| Wimbledon | A   | A   | A   | 1R  | A    | 1R    | A   | A     | A    | A     | A     | A     | A    | A   | A     | NC  | 3R    | A   | 1R | 0 / 4     | 2 – 4     |
| US Open | A   | A   | A   | 1R  | 1R   | 3R    | A   | 1R    | A    | A     | 2R    | 3R    | 3R   | 3R  | 3R    | 1R  | 2R    | A   |    | 0 / 11    | 12 – 11   |
| Total Victòries−Derrotes | 0−1 | 0−1 | 0−1 | 2−6 | 8−24 | 17−18 | 6−7 | 14−11 | 9−12 | 16−16 | 18−15 | 10−14 | 14−8 | 7−8 | 27−17 | 7−6 | 16−16 | 0−0 |    | 171 – 181 | 171 – 181 |
| Rànquing a final d'any | 960 | 487 | 230 | 438 | 136  | 76    | 137 | 87    | 92   | 66    | 46    | 105   | 93   | 135 | 30    | 34  | 58    |     |    |           |           |
| Llegenda: G: Guanyador; F: Finalista; SF: Semifinalista; QF: Quarts de final; Q: Qualificació; A: Absent; RR: Round Robin; NC: No celebrat |     |     |     |     |      |       |     |       |      |       |       |       |      |     |       |     |       |     |    |           |           |